# Aeropuerto de Lumbia
El Aeropuerto de Lumbia (en tagalo: Paliparan ng Lumbia; en cebuano: Tugpahanan sa Lumbia) (ICAO: RPML) también conocido como Aeropuerto de Cagayán de Oro, fue el aeropuerto nacional que sirvió a las áreas generales de Cagayán de Oro y el norte de Mindanao, ubicado en la provincia de Misamis Oriental en el país asiático de Filipinas. Fue el segundo aeropuerto más ocupado en Mindanao , después del Aeropuerto Internacional Francisco Bangoy en la ciudad de Dávao antes de la apertura del Aeropuerto de Laguindingán el 15 de junio de 2013.
El aeropuerto fue clasificado como Clase 1  ( principal doméstico) por la Autoridad de Aviación Civil de Filipinas, un organismo del Departamento de Transportes y Comunicaciones que se encarga de las operaciones, no sólo de este aeropuerto, sino también de todos los demás aeropuertos de Filipinas, excepto los principales aeropuertos internacionales .